# Merchants of Doubt
Merchants of Doubt (Nederlands: verkopers van twijfel) is een Amerikaanse documentaire uit 2014 gebaseerd op het gelijknamige boek uit 2010 van Naomi Oreskes en Erik M. Conway. De film behandelt het gebruik van de public relations en marketingstrategieën die de tabaksindustrie hanteerde om hun markt te beschermen op het gebied van gezondheidsrisico's. De meest opvallende strategie is het gebruik van schijnwetenschappers die twijfel zaaien over wetenschappelijke onderzoeksresultaten. De documentaire start met een professionele goochelaar die de methodes en de tactieken toont hoe een menigte de aandacht kan verliezen en afgeleid wordt. Naar analogie van deze tactieken wordt geïllustreerd hoe de tabaksindustrie succesvol de regelgeving rond een tabakswetgeving kon vertragen, lang nadat een wetenschappelijke consensus bestond over de risico’s bij roken.
Een tweede voorbeeld dat onder de loep genomen wordt, is hoe de producenten van brandvertragers hun marktaandeel wisten te beschermen nadat schadelijke toxische gevolgen van de brandvertragers aangetroffen werden. De centrale bezorgdheid van deze documentaire is dat deze tactieken nu nog steeds gebruikt worden om maatregelen met betrekking tot het inperken van de uitstoot van broeikasgassen door de groeiende risico’s van de globale klimaatopwarming uit te doen stellen.

## Productie

### Lijst van geïnterviewden
De producenten hebben tientallen relevante personen bevraagd die op een of andere manier te maken hadden met de aangekaarte voorbeelden uit de documentaire, gaande van de tabakswetgeving door gezondheidsrisico’s tot de klimaatopwarming. In volgorde van verschijning, zijn ze:
- Stanton Glantz is een professor in de geneeskunde en activist voor een wetgeving rond tabaksgebruik. In 1994 ontving hij een doos met allerlei kopieën van verslagen van de Brown and Williamson tobacco company waarin vermeld stond dat er waarschijnlijk gezondheidsrisico’s zijn bij het roken van tabak, dit al vanaf de jaren ’50.
- Sam Roe en Patricia Callahan zijn journalisten van de Chicago Tribune die in 2012 een artikel publiceerden waarin beschreven werd dat er door de producenten van toxische brandvertragers de publieke gezondheid op het spel werd gezet en daardoor werden zowel op staats- als nationaal niveau acties ondernomen. Voor dat artikel waren ze finalisten voor de Pulitzer Prize for Investigative reporting.[6]
- James Hansen is een oud-NASA-wetenschapper wiens verklaring in 1988 over klimaatsverandering aan leden van het congres zorgde voor een algemene realisatie van de klimaatopwarming, en hij werd daarna een prominente pleiter voor een regelgeving van de uitstoot van broeikasgassen.
- John Passacantando is een oud-uitvoerend directeur van Greenpeace, een organisatie van milieuactivisten.
- William O’Keefe is de CEO van het Marshallinstituut, een organisatie die tegen regelgeving van uitstoot van broeikasgassen is.[7]

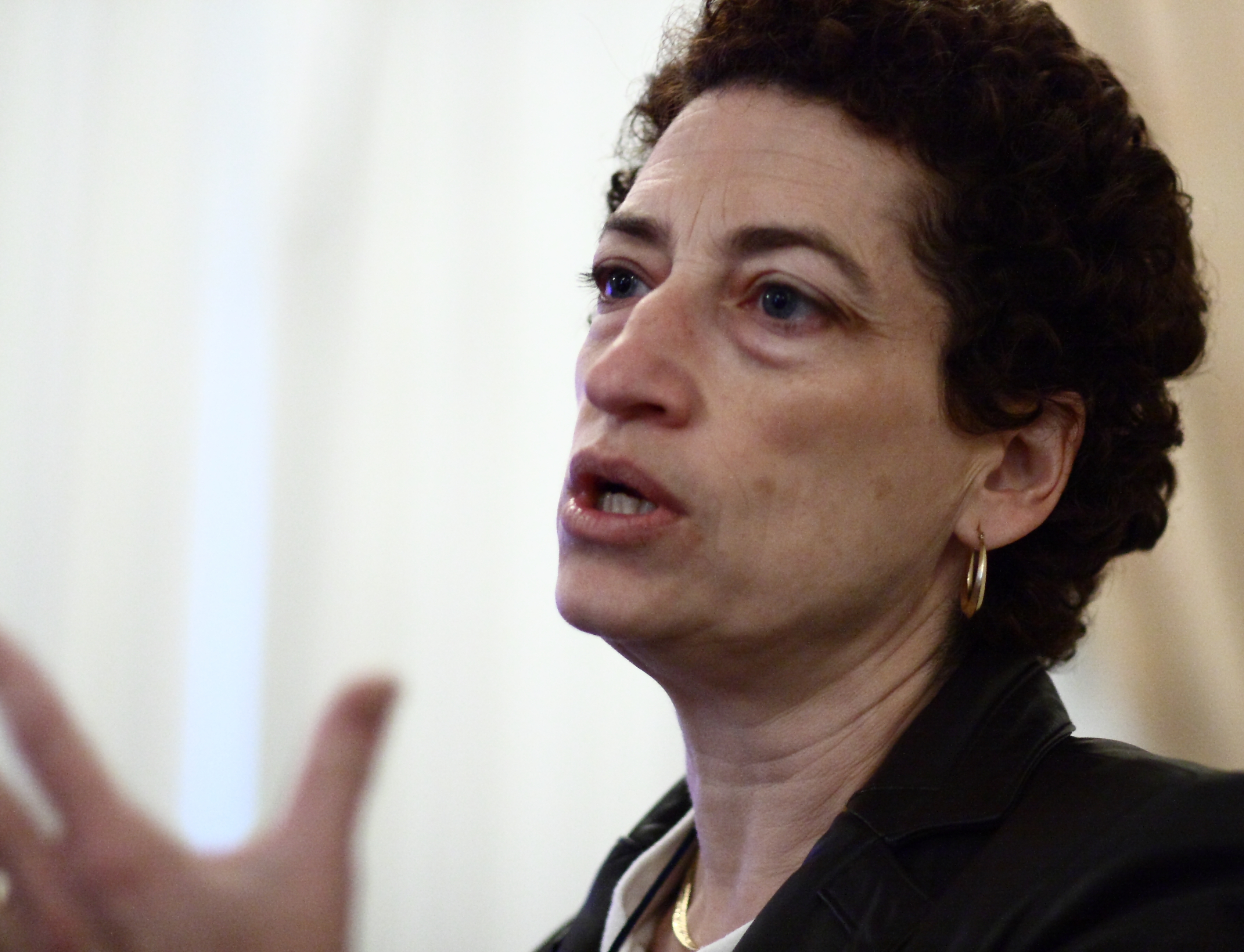
Naomi Oreskes in 2008, coauteur van het gelijknamige boek waarop deze documentaire gebaseerd is

- Naomi Oreskes is een professor van wetenschapsgeschiedenis en coauteur van het boek waarop de film is geïnspireerd.
- Fred Singer is een fysicus en milieuwetenschapper die het Science & Environmental Policy Project (SEPP) oprichtte in 1990, dat onder andere tegen regelgeving van uitstoot van broeikasgassen werkt. Fred Singer (2011), fel tegenstander van regelgeving omtrent de uitstoot van broeikasgassen

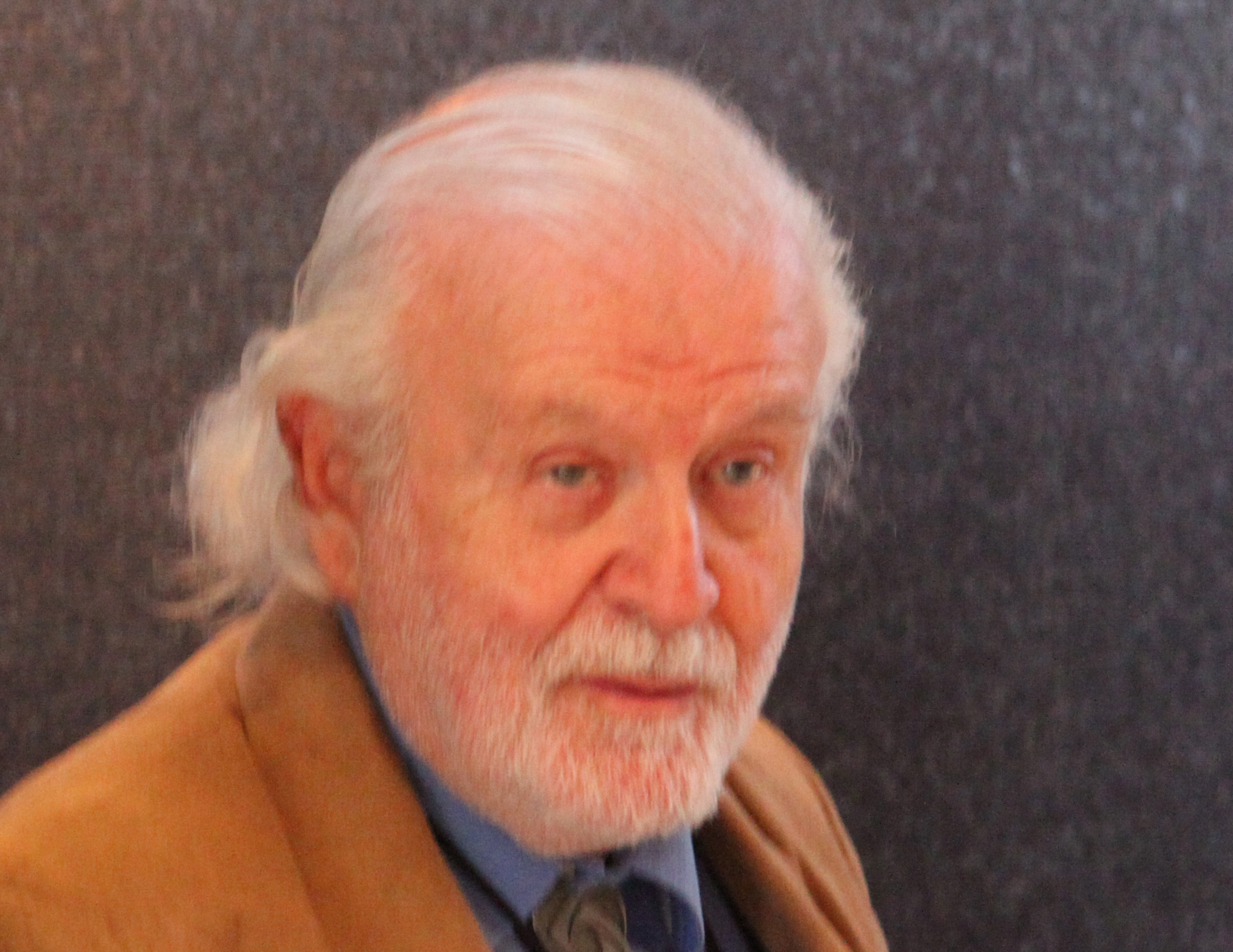
Fred Singer (2011), fel tegenstander van regelgeving omtrent de uitstoot van broeikasgassen

- Michael Shermer is auteur en uitgever van het magazine Skeptic. Hij was in eerste instantie van de tegenpartij over een regelgeving van uitstoot van broeikasgassen, maar zijn visie veranderde naarmate er meer wetenschappelijke argumenten van een klimaatopwarming waren.
- Mattew Crawford is een auteur. Hij is tevens oud-directeur van het Marshallinstituut dat er de brui aan moest geven doordat de invloed van hun sponsors de betrouwbaarheid van hun onderzoeken en activiteiten naar beneden haalde.
- Marc Morano is een politiek activist die de klimaat sceptische website ClimateDepot oprichtte in 2009. Om klachten naar wetenschapper wiens werk als voor een inperking van uitstoot van broeikasgassen gezien wordt aan te sporen, publiceert de website hun adres.
- Ben Santer, Michael E. Mann en Katharine Hayhoe zijn milieuwetenschappers die persoonlijke bedreigingen hebben ontvangen naar aanleiding van hun werk met betrekking tot klimaatsverandering.
- Tom Philips is de voorzitter van Americans for Prosperity, die onder andere tegen een regelgeving van uitstoot van broeikasgassen werkt.
- Bob Ingliss is een oud-congreslid en vertegenwoordiger van South Carolina. Hij verloor zijn zetel in het congres nadat hij zijn visie veranderde en de klimaatopwarming als een probleem zag dat de overheid moest aanpakken.

## Media
Merchants of Doubt kwam uit op dvd op 7 juli 2015. De Blu-Ray heeft extra audiofragmenten en commentaren van de regisseur, verwijderde scènes en enkele interviews vanop het Toronto Film Festival.